# イソッタ・フラスキーニ デルタ

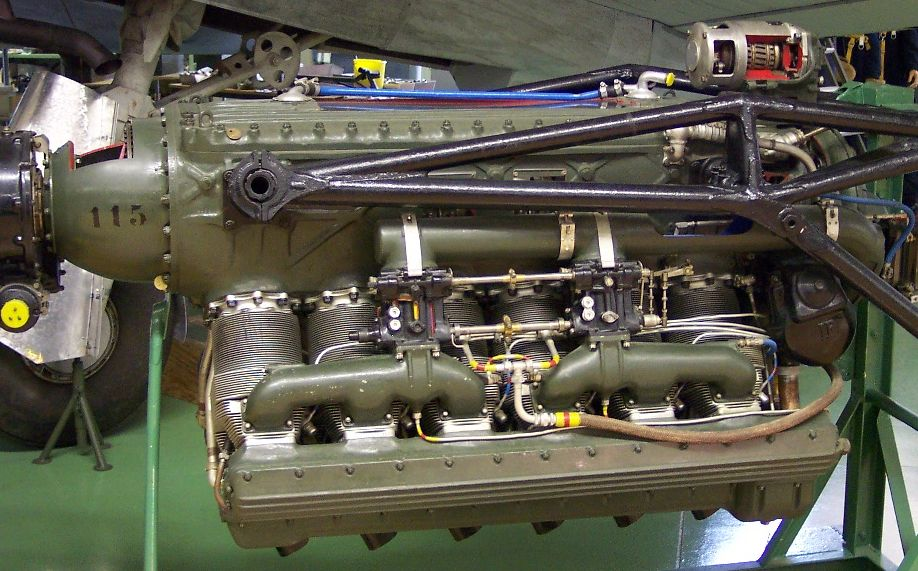
現存するデルタ RC131

イソッタ・フラスキーニ デルタ（Isotta-Fraschini Delta ）は、第二次世界大戦に先立ってイソッタ・フラスキーニにより製造された12気筒 倒立V型の空冷エンジンである。

## 設計と開発
通常後側のシリンダーが冷却不足となりやすい大型の空冷エンジンにあって、デルタはかなり珍しい直列のシリンダーブロックを採用したエンジンであった。このエンジンは通常の型で750 hpの出力を発生したが、その他には900 hpまで増強された型もあった。デルタは幾つかの量産機種や先進的な試作機に搭載されたが広範囲には使用されなかった。
このエンジンは、エンジン後部の出力軸により駆動される2本のオーバーヘッド・カムシャフトで作動するポペットバルブといった幾つかの先進的な技術的特長を有していた。片側のシリンダーバンクはもう一方のものと対称になっており、排気ポートがエンジンの内側に向けて配置されることで排気管はエンジン・ナセルの下で纏められていた。

## 要目
(デルタ R.C.35 IS)
- タイプ：空冷 60度 倒立V型エンジン 12気筒
- ボア×ストローク：132 mm × 160/165 mm, with main and articulated rod
- 排気量：26.685 L
- 全長：2,000 mm
- 全幅：840 mm
- 全高：883 mm
- 乾燥重量：510 kg
- 動弁機構：2ポペットバルブ/気筒、ソジウム封入排気バルブ、DOHC
- スーパーチャージャー：1段1速遠心式スーパーチャージャー、ギヤ比 9.8 : 1
- 燃料供給方式：4 * イソッタ＝フラスキーニ ダウンドラフト・キャブレター
- 燃料種別：80/87 オクタン ガソリン（航空機用ガソリン）
- 潤滑方式：ドライサンプ、2スカベンジポンプ、1圧送ポンプ
- 冷却方式：空冷
- 馬力：770 hp/2,600 rpm 離昇、750 hp/2,600 rpm/4,000 m、減速ギヤ比 0.64 : 1
- 排気量馬力：0.75 hp/in³ (34.1 kW/L)
- 圧縮比：6.4 : 1
- 燃料消費率：270 グラム/hp*hour 最良、250 グラム/hp*hour 巡航 (70 %)
- 重量出力比：1.485 hp/kg (0.67 hp/lb)